# غالين سبنسر
غالين سبنسر (بالإنجليزية: Galen Spencer)‏ هو نبال أمريكي، ولد في 19 سبتمبر 1840 في نيويورك في الولايات المتحدة، وتوفي في 19 أكتوبر 1904 في غرينيتش في الولايات المتحدة.

## وصلات خارجية
- غالين سبنسر على موقع أوليمبيديا (الإنجليزية)